# Dave Sim
Dave Sim (født 17. maj 1956) er en canadisk tegneserietegner, der har tjent sin plads i tegneseriehistorien ved at udgive den længste selv-udgivne tegneserie nogensinde og den længste engelsksprogede tegneserie skrevet af en enkelt person med samme tegnere (Sim har tegnet den selv med Gerhard som assistent). Tegneserien, der hed Cerebus, tog Sim ca. 27 år at lave (fra 1977 til 2004), hvorefter den bestod af 6000 sider udgivet i 300 hæfter. Den japanske serie Lone Wolf and Cub af Kasuo Koike og Goseki Kojimi er dog på 9000 sider og holder derfor verdensrekorden for længste tegneserie lavet af ét team.
Paradoksalt nok startede Sims serie som en parodi på Conan Barbaren, der for længst var stoppet som tegneserie, da historien om jordsvinet Cerebus nåede til sin ende. Sim har også udgivet en bog om selvudgivelse af tegneserie; et felt han har særlig erfaring i. På intet tidspunkt i alle årene lod Sim tegneseriesyndikaterne få fingre i hans serie. I stedet stiftede han selv selskabet Aardvark-Vanaheim til udgivelse af serien.